# Бутко, Александр Сергеевич
Бутко́ Алекса́ндр Серге́евич (1 сентября 1915, Мачеха, область Войска Донского — 20 сентября 1977, Волгоград) — командир эскадрильи 667-го штурмового авиационного полка 292-й штурмовой авиационной дивизии 1-го штурмового авиационного корпуса 5-й воздушной армии Степного фронта, старший лейтенант. Герой Советского Союза.

## Биография
Родился 1 сентября 1915 года в селе Мачеха (ныне Киквидзенского района Волгоградской области) в крестьянской семье. Украинец.
По окончании средней школы в 1935 году призван в Красную Армию. В 1938 году окончил Сталинградское военно-авиационное училище лётчиков. В 1940 году вступил в ВКП(б).
В действующей армии с ноября 1941 года. Будучи командиром эскадрильи 667-го штурмового авиационного полка (292-я штурмовая авиационная дивизия, 1-й штурмовой авиационный корпус, 5-я воздушная армия, Степной фронт) в звании старшего лейтенанта к сентябрю 1943 года совершил сто восемнадцать успешных боевых вылетов на штурмовку живой силы и техники противника, нанеся врагу значительный урон. В воздушных боях сбил шесть вражеских самолётов.
Указом Президиума Верховного Совета СССР «О присвоении звания Героя Советского Союза офицерскому составу военно-воздушных сил Красной Армии» от 4 февраля 1944 года за «образцовое выполнение боевых заданий командования на фронте борьбы с немецкими захватчиками и проявленные при этом отвагу и геройство» удостоен звания Героя Советского Союза с вручением Ордена Ленина и медали «Золотая Звезда» (№ 1470).
После войны продолжал службу в ВВС СССР. В 1947 году он окончил Высшие офицерские лётно-тактические курсы.
В 1954 году вышел в запас в звании подполковника. Жил и работал в Волгограде.
Скончался 20 сентября 1977 года.
Память
- Мемориальная доска на доме, в котором жил Герой (Аллея Героев, 2, Волгоград)

## Награды
- Медаль «Золотая Звезда» Героя Советского Союза № 1470 (4 февраля 1944 года)
- Орден Ленина
- Два ордена Красного Знамени
- Орден Александра Невского
- Орден Красной Звезды
- медали